# Herbert Spencer Gasser
Herbert Spencer Gasser (Wisconsin, 5 de julio de 1888-Nueva York, 11 de mayo de 1963) fue un fisiólogo estadounidense, ganador del Premio Nobel de Fisiología o Medicina .
Nació el 5 de julio de 1888 en Plateville una ciudad del estado de Wisconsin, Estados Unidos. Gasser asistió a la Escuela Normal del Estado en Platteville. Posteriormente, en 1907, ingresó a la Universidad de Wisconsin, en donde estudió Zoología y se tituló en 2 años, y después de haberlo hecho, en 1909 comienza a estudiar la carrera de Medicina, teniendo como profesores Arthur S. Loevenhart en farmacología y a Joseph Erlanger en fisiología. En 1911, cuando aún era estudiante, Gasser fue nombrado instructor en farmacología. Debido a que la Universidad de Wisconsin solo brindaba la enseñanza de la medicina preclínica, en 1913, Gasser se transfirió a la Universidad Johns Hopkins, donde recibió su título de médico en 1915. Posteriormente, regresó un tiempo a la Universidad de Washington como instructor de farmacología. En 1916 se trasladó al Departamento de Fisiología de la Universidad de Washington.
Debido a que Estados Unidos se involucró en la Primera Guerra Mundial y el ejército comenzó a emplear la guerra química, Gasser fue invitado a contribuir con su conocimiento de la fisiología humana. En consecuencia, en el verano de 1918 se incorporó al Servicio de Guerra Química en Washington D. C. Después del armisticio del 11 de noviembre de 1918, Gasser regresó a la Universidad de Washington, donde fue nombrado profesor de farmacología en 1921.
Entre los años 1923 y 1925, Gasser estudió en Londres, París y Múnich bajo una beca de la Fundación Rockefeller, con el objetivo de mejorar el nivel de la educación médica en Estados Unidos. Después de completar dichos estudios, regresó a la Universidad de Washington.
En 1936, Gasser y Joseph Erlanger dieron una serie de conferencias en la Universidad de Pensilvania, en la cual resumieron sus investigaciones sobre la interacción de las células nerviosas humanas. En 1944, Gasser y Joseph Erlanger fueron galardonados con el Premio Nobel de Fisiología o Medicina, por sus descubrimientos acerca de las funciones altamente diferenciadas de las fibras nerviosas.
Falleció el 11 de mayo de 1963 en Nueva York.